# Numidotheriidae
Los numidotéridos (Numidotheriidae) son una primitiva familia extinta de proboscideos que vivieron desde finales del Paleoceno a mediados del Eoceno en el norte de África.

## Distribución geográfica
Se han encontrado fósiles fragmentarios (principalmente dientes) de los primeros géneros eocenos, Daouitherium y Phosphatherium en la cuenca de Ouled Abdun, en Marruecos. Numidotherium se conoce a partir de un esqueleto casi completo de depósitos tempranos del Eoceno en el sur de Argelia y Libia.

## Características
En comparación con los elefantes modernos, los Numidotheriidae eran bastante pequeños. Phosphatherium, por ejemplo, sólo tenía 60 cm de largo y pesaba aproximadamente 15 kg. Numidotherium tenía aproximadamente 1 m de longitud. Ocuparon un nicho ecológico similar al del hipopótamo moderno y al proboscídeo primitivo Moeritherium, alimentándose en plantas acuáticas blandas en ambientes pantanosos. Los numidotéridos no se consideran antepasados directos de los elefantes modernos, sino una rama colateral.